# Биналар
Бинала́р (азерб. Binələr) — село в Агдашском районе Азербайджана.

## Этимология
Название происходит от слов «биналар» (зимовки).

## История
Первые упоминания села датированы началом XX века.
В 1926 году согласно административно-территориальному делению Азербайджанской ССР село относилось к дайре Ляки Геокчайского уезда.
В 1933 году село было переименовано в Бинаджары. Позже было возвращено прежнее название.
После реформы административного деления и упразднения уездов в 1929 году был образован Гювекендский сельсовет в Агдашском районе Азербайджанской ССР.
Согласно административному делению 1961 и 1977 года село Орта Ляки входило в Гювекендский сельсовет Агдашского района Азербайджанской ССР.
В 1999 году в Азербайджане была проведена административная реформа и был учрежден Биналарский муниципалитет Агдашского района. 30 мая 2014 года Биналарский муниципалитет был ликвидирован, а села вошли в Гювекендский муниципалитет.

## География
Неподалёку от села протекает река Турианчай.
Село находится в 15 км от райцентра Агдаш и в 247 км от Баку. Ближайшая ж/д станция — Ляки.
Высота села над уровнем моря — 17 м.

## Климат
| Показатель                    | Янв. | Фев. | Март | Апр. | Май  | Июнь | Июль | Авг. | Сен. | Окт. | Нояб. | Дек. | Год  |
| ----------------------------- | ---- | ---- | ---- | ---- | ---- | ---- | ---- | ---- | ---- | ---- | ----- | ---- | ---- |
| Средний суточный максимум, °C | 7,0  | 8,4  | 12,5 | 20,6 | 25,6 | 30   | 33,6 | 32,3 | 28,1 | 21,3 | 14,3  | 9,1  | 20,2 |
| Средняя температура, °C       | 3,0  | 4,3  | 8    | 14,8 | 19,7 | 24,1 | 27,3 | 26,1 | 22,3 | 16,2 | 10,1  | 5,1  | 15,1 |
| Средний суточный минимум, °C  | −1   | 0,2  | 3,6  | 9    | 13,8 | 18,2 | 21,1 | 20   | 16,5 | 11,1 | 6,0   | 1,2  | 10   |
| Норма осадков, мм             | 22   | 27   | 31   | 40   | 54   | 42   | 22   | 23   | 25   | 52   | 31    | 26   | 396  |

Среднегодовая температура воздуха в селе составляет +15 °C. В селе семиаридный климат.

## Население

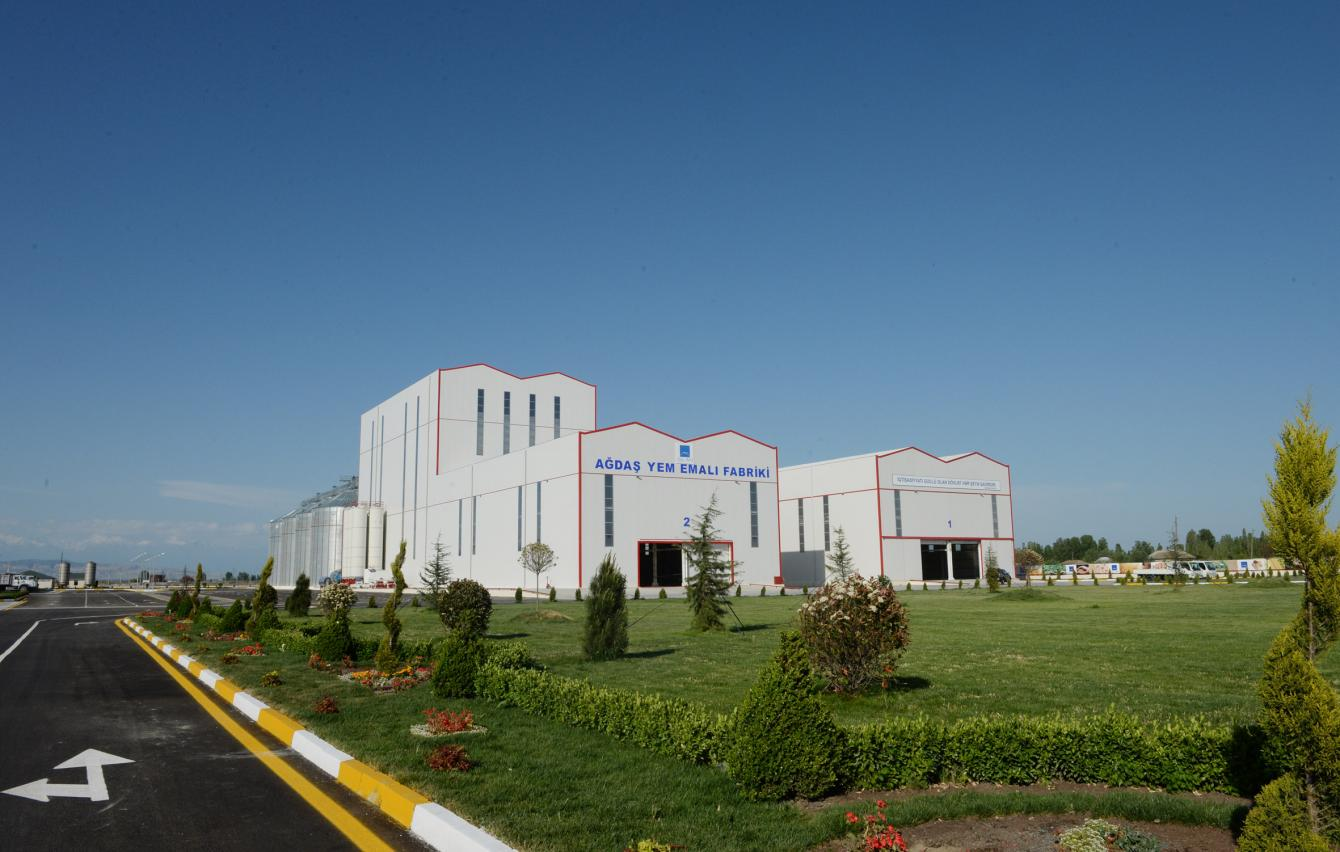
Гиланский кормоперерабатывающий завод Май 2014

| Численность населения | Численность населения |
| 1979                  | 1999                  |
| --------------------- | --------------------- |
| 240                   | ↗790                  |

## Экономика
Население преимущественно занимается выращиванием риса.
1 мая 2014 года на территории села открыт кормоперерабатывающий завод АООО «Gilan Holding».

## Инфраструктура
В селе расположена начальная школа.